# Medida de la pobreza

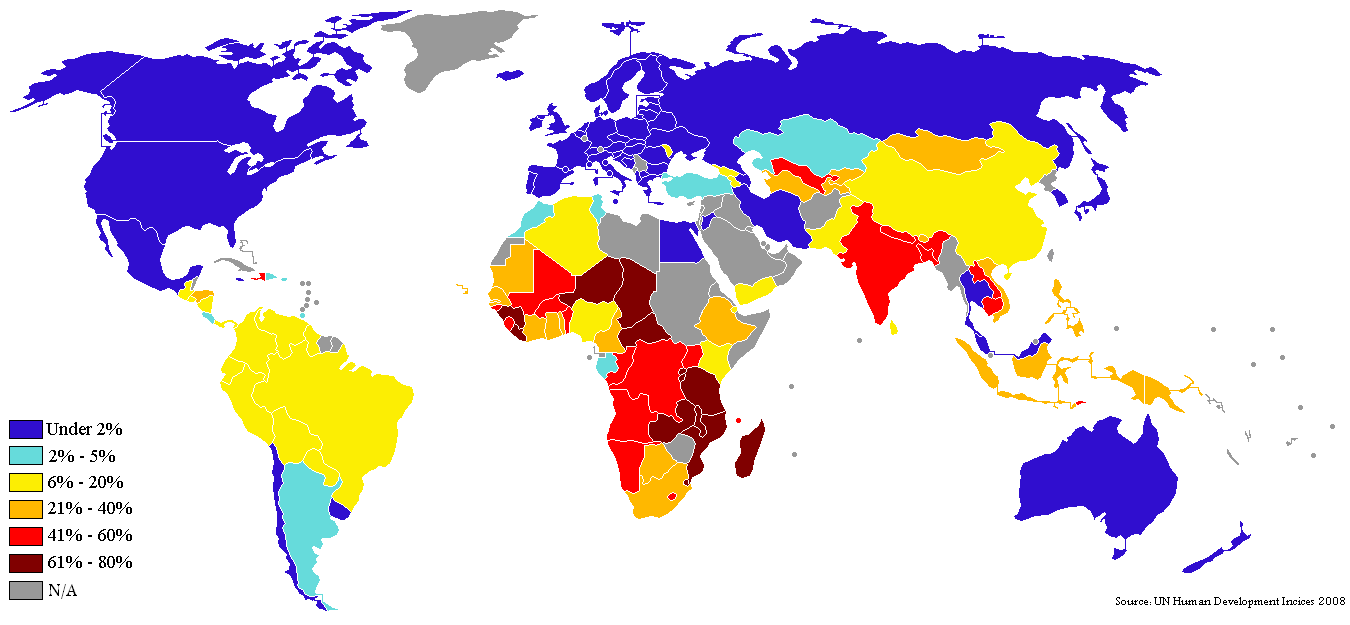
Mapa de la pobreza mundial por país, muestra el porcentaje de población que vive con menos de $1 al día.

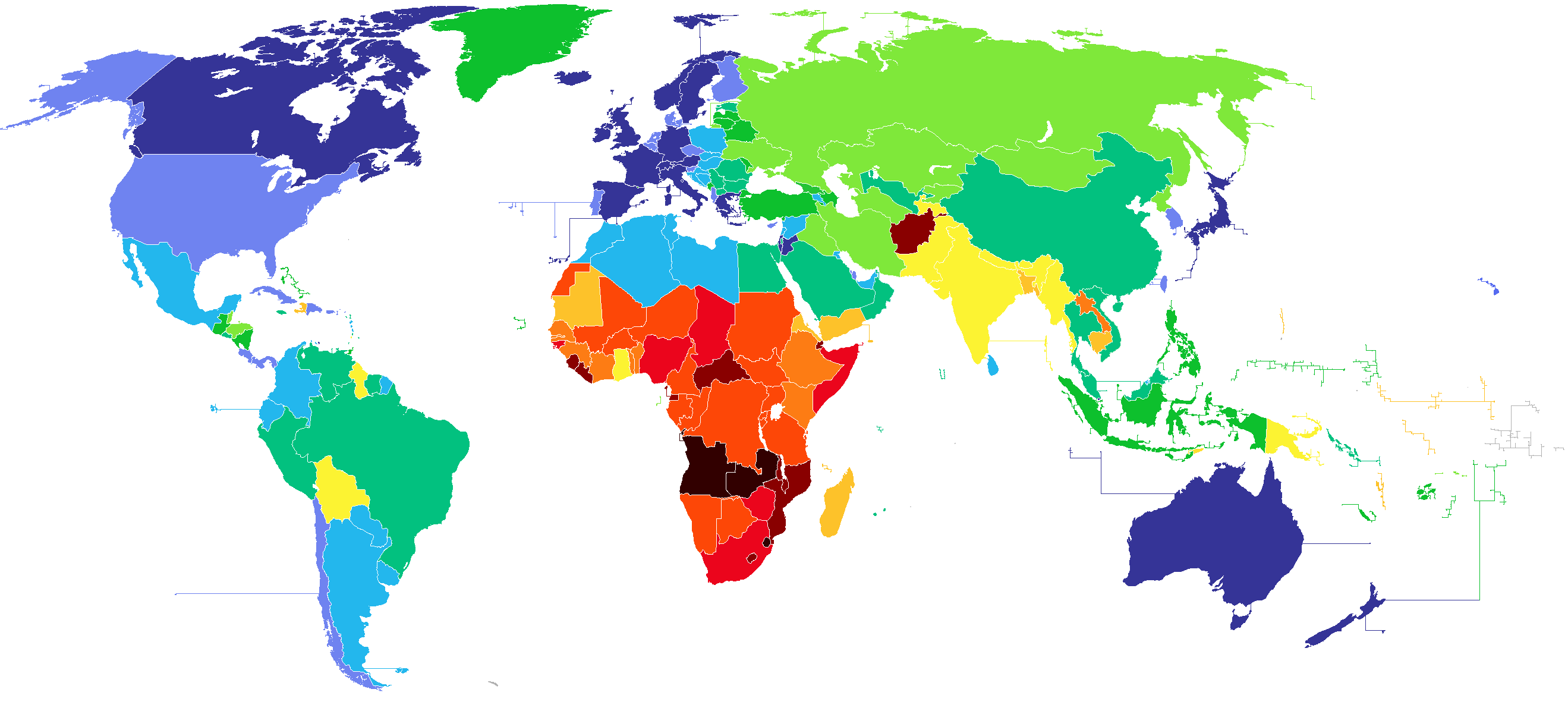
Distribución geográfica de la esperanza de vida al nacer.

Países según el índice de desarrollo humano.

Coeficiente Gini, una medida de la desigualdad de ingreso.

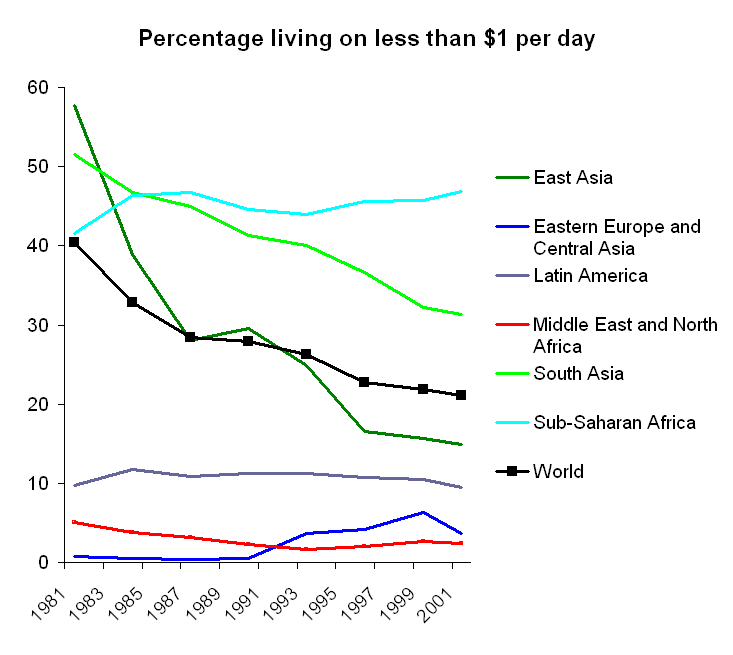
Porcentaje de población que vive con menos de 1 $ al día. Período de 1981 a 2001.

La pobreza se mide en porcentajes. Primero se decide el tipo de pobreza que se desea medir, y después se averigua el porcentaje de población que lo padece. Por ejemplo en 2012 el 45.5 % de la población de México se encontraba en situación de pobreza.

## Tipos de pobreza que se pueden medir
- Pobreza extrema o pobreza absoluta: el Banco Mundial considera que una persona se encuentra en situación de pobreza extrema si sus ingresos son inferiores a 1.90 dólares estadounidenses al día[3] (actualización de 2015; antes, este nivel, conocido como umbral internacional de pobreza o línea internacional de pobreza, era inferior).[4] Es un umbral absoluto, que se aplica a todos los países, aunque los niveles de precios y los gastos necesarios para sobrevivir puedan ser muy diferentes.

Estados Unidos tiene su propia línea de pobreza. Creada en 1963-1964, se basa en el costo en dólares del Plan de Alimentos del Departamento de Agricultura, multiplicado por un factor de tres. El multiplicador se basa en estudios que muestran que los costos de la comida representaban la tercera parte del ingreso total. La cifra se ajusta anualmente con la inflación.
Otra forma de medir la pobreza absoluta es hallar el porcentaje de población que ingiere menos alimentos de los necesarios (entre dos mil y dos mil quinientas kilocalorías diarias, muy variable según la altura de la persona, la actividad física que realiza y las condiciones climáticas). 
- Pobreza relativa: la Organización para la Cooperación y el Desarrollo Económicos (OCDE) y la Unión Europea (UE) consideran pobre a un hogar en un país si sus ingresos son inferiores al 50 % del ingreso medio por hogar en ese país, lo que denominan «distancia económica».

- Pobreza moderada: según las líneas de pobreza moderada establecidas en 2016 por el Banco Mundial,[4] una persona en un país de ingresos medio-bajos es moderadamente pobre[5] si sus ingresos están entre 1.90 y 3.20 $ diarios; en un país de ingresos medio-altos, si están entre 1.90 y 5.50 $ diarios; y en un país de ingresos altos, si están entre 1.90 y 21.70 $ diarios. El Consejo Nacional de Evaluación de la Política de Desarrollo Social (CONEVAL) de México considera moderadamente pobre a una persona si es pobre, pero no extremadamente pobre, por lo que el porcentaje de población que sufre pobreza moderada se obtiene restando al porcentaje de pobres el de pobres extremos.[6]

- Pobreza severa: es el porcentaje de personas que viven en hogares con una renta disponible inferior al 40 % de la renta mediana.[7] Este indicador se calcula para países desarrollados.[8]

- Riesgo de pobreza: según el Instituto Nacional de Estadística (España), la tasa de riesgo de pobreza es el porcentaje de personas que viven en hogares cuya renta total equivalente anual está por debajo del umbral de pobreza, fijado en el 60 % de la mediana de los ingresos por unidad de consumo de los hogares.[9]

- Índice de brecha de pobreza (Poverty gap index): este índice no solo mide qué porcentaje de la población está por debajo del umbral de pobreza, sino también la intensidad de esta pobreza.

- Pobreza subjetiva: es pobre quien se considere como tal.[1]

- Necesidades básicas insatisfechas (NBI): en Perú se define como pobre por NBI a la población que no tiene satisfecha al menos una de las siguientes necesidades: características adecuadas del hogar, menos de 3.4 personas por habitación, saneamiento, asistencia a la escuela de los niños e independencia económica.[10]

## Medición multidimensional de la pobreza
La mayor parte de las mediciones de la pobreza son unidimensionales: solo consideran la renta (los ingresos). Pero hay otras formas que consideran más dimensiones. Por ejemplo, México, por ley, sumó a la dimensión del ingreso otras seis dimensiones: educación, salud, seguridad social (pensiones de desempleo, invalidez y vejez), calidad de la vivienda, servicios básicos de vivienda (agua, electricidad) y alimentación. La Universidad de Oxford y el Programa de las Naciones Unidas para el Desarrollo (PNUD) han propuesto crear un índice de pobreza multidimensional.
El Índice de pobreza humana de la ONU deriva del Índice de desarrollo humano y mide las carencias en tres dimensiones básicas: vida larga y saludable, conocimiento y estándar decente de vida.

## Otros indicadores empleados para medir indirectamente la pobreza
Algunos economistas, como Guy Pfeffermann, dicen que otros indicadores no monetarios de la pobreza absoluta también están mejorando. La esperanza de vida ha aumentado en el mundo subdesarrollado después de la Segunda Guerra Mundial y está empezando a cerrar la diferencia con los países desarrollados, donde el aumento ha sido más pequeño. En el África subsahariana la esperanza de vida se elevó de treinta años antes de la Segunda Guerra a un máximo de cincuenta años antes del brote de la pandemia del sida, que la ha hecho bajar al nivel actual de cuarenta y siete años. La mortalidad infantil ha disminuido en cada región en desarrollo del mundo. La proporción de la población mundial que vive en países donde el consumo per cápita de alimento es inferior a 2200 kilocalorías al día se  redujo del 56 % a mediados de la década de 1960 hasta menos de un 10 % en la de 1990. Entre 1950 y 1999, el alfabetismo aumentó del 52 % al 81 % en todo el mundo, principalmente por el avance de las mujeres: el alfabetismo femenino como porcentaje del alfabetismo masculino aumentó del 59 % en 1970 al 80 % en 2000. El porcentaje de niños que no son parte de la fuerza laboral aumentó desde el 76 % en 1960 a más del 90 % en 2000. Se dan tendencias similares en el consumo de energía eléctrica, automóviles, radios y teléfonos per cápita, como también en el porcentaje de población que tiene acceso al agua potable.
La desigualdad de ingreso también ha disminuido en todo el mundo y esto por cuenta del acelerado crecimiento económico de 1 200 millones de ciudadanos chinos. Sin embargo África parece quedarse rezagada con respecto al resto del mundo y por esto el crecimiento económico de África es una prioridad de las organizaciones encargadas de reducir la pobreza mundial.
Aunque la pobreza se alivie en el mundo entero, continúa siendo un problema enorme:
- Un tercio de las muertes, 18 millones de personas al año o 50 000 al día se deben a causas relacionadas con la pobreza. Esto supone 270 millones de personas desde 1990, la mayoría mujeres y niños, una cifra muy cercana a la población total de los EE. UU.
- Anualmente cerca de once millones de niños mueren antes de cumplir cinco años.
- En 2001, mil cien millones de personas tenían niveles de consumo por debajo de un dólar diario y dos mil setecientos millones vivían con menos de dos dólares al día.
- La Organización de las Naciones Unidas para la Alimentación y la Agricultura (FAO) denunció en septiembre de 2018 que 821 millones de personas padecen hambre, diez millones más que el año anterior.[12]

Estudios del Banco Mundial muestran que veinte mil pobres en veintitrés países identifican una gama de factores que los pobres consideran como elementos de la pobreza. Los más importantes son aquellos necesarios para el bienestar material, especialmente alimentación. Muchos otros se relacionan con asuntos sociales:
- vivienda precaria
- ubicación excluida y aislada
- relaciones de género
- problemas en las relaciones sociales
- falta de seguridad
- abuso por aquellos en el poder
- impotencia ante las instituciones
- capacidades limitadas
- organizaciones comunales débiles

## Desventajas de los diferentes métodos para medir la pobreza
- La línea de pobreza de EE. UU. ha sido criticada por ser muy alta o muy baja. Por ejemplo la Heritage Fundation afirma que, según el censo de los EE. UU., 46 % de aquellos individuos identificados como pobres poseen su propia casa (una vivienda pobre tiene en promedio tres habitaciones, con un baño y medio y un garaje). Otros argumentan que la medida es muy baja puesto que las familias gastan actualmente mucho menos en alimentos que cuando se estableció esta línea. Además las medidas estadísticas no tienen en cuenta las diferencias regionales en costos no alimentarios, como vivienda, transporte y suministros (agua, luz, etc.).

- Tanto las medidas relativas como las absolutas se basan en los ingresos de la persona, sin considerar la riqueza total que esa persona pueda tener.

- El ingreso no siempre garantiza el acceso a las necesidades básicas. Por ejemplo, si los ingresos de una persona están por encima del umbral de pobreza, pero vive en una zona sin servicios de salud ni electricidad, esa persona puede considerarse pobre.[2][1]

- Se mide la capacidad de compra, mas no el consumo efectivo de los bienes necesarios para una vida digna.[10]